# Morral del Pas de Soler
El Morral del Pas de Soler és una muntanya de 1.192,7 metres que es troba a l'antic municipi de Sapeira, de l'Alta Ribagorça, ara del terme de Tremp, a la comarca del Pallars Jussà.
És al nord-oest del Morral de Penafel, al nord-est del Morrera del Pas de Savina i a llevant del cim d'Espills.
El Morral del Pas de Soler queda encaixat entre el barranc del Bosc, al sud, el barranc de les Corts, a llevant, i el barranc de Bitginoes, a ponent.